# Eugène Chaboud
 Marius Eugène Chaboud va ser un pilot de curses automobilístiques francès que va arribar a disputar curses de Fórmula 1. Branca va néixer el 12 d'abril del 1907 a Lió, França. Va morir el 28 de desembre del 1983 a Montfermeil, Seine-Saint-Denis. Va debutar a la cinquena cursa de la història de la Fórmula 1, el GP de Bèlgica disputat el 18 de juny del 1950,i que formava part del campionat del món de la temporada 1950 de F1, on va participant en un altre GP abans del final de temporada. Va sumar un únic punt pel campionat en el Gran Premi de França del 1950 però només va participar en una cursa més puntuable pel campionat de la F1.

## Resultats a la F1
| Any  | Equip       | Xassís      | Motor             | 1   | 2   | 3   | 4     | 5       | 6      | 7   | 8   | Posició | Punts |
| ---- | ----------- | ----------- | ----------------- | --- | --- | --- | ----- | ------- | ------ | --- | --- | ------- | ----- |
| 1950 | Talbot-Lago | Talbot-Lago | Talbot Straight-6 | GBR | MON | 500 | SUI   | BEL Ret | FRA 5* | ITA |     | 20      | 1     |
| 1951 | Talbot-Lago | Talbot-Lago | Talbot Straight-6 | SUI | 500 | BEL | FRA 8 | GBR     | ALE    | ITA | ESP | -       | 0     |

(*) Cotxe compartit.

### Resum
| Curses: | Victòries: | Pòdiums: | Poles: | Voltes ràpides: | Punts: |
| ------- | ---------- | -------- | ------ | --------------- | ------ |
| 3       | 0          | 0        | 0      | 0               | 1      |